# 炒青
炒青（亦為炒菁）是烏龍茶、其他青茶製作的一個特有工序，工艺与绿茶的杀青类似，但又有所不同。
通常在茶葉採收進行萎凋及搖青、晾青後，即進入炒青程序； 有些烏龍茶的製作，不經搖青、晾青，直接進入炒青程序。
在萎凋、搖青、作青後的茶葉已经初步脫水、發酵，接下來通过在大鐵鍋中緩緩升溫，此时会发生两类化学过程：在溫度不超過約80℃以前，茶葉持續發酵，部分大分子成分分解形成可溶性糖、氨基酸等小分子成分，形成茶的独特香气；超過一定溫度後，茶葉中的酵素（如多酚氧化酶和过氧化物酶）被高溫停止氧化作用(此一作用類似綠茶類的殺青)，进而巩固做青叶的品质特征。同时，随着水分蒸发，使得茶叶变软，有利于揉捻成型。视茶种类不同，揉捻会在炒青后进行或两者交替进行，揉捻后的复炒时间较短、温度也较低，可以使得糖类、蛋白质等发生轻度焦化，带来特定风味。
手工炒青一般在大鐵鍋(釜)中加熱進行，徒手控制翻炒的高低与速度，因此炒青有時候又稱為釜炒；也有使用绿茶用滚筒杀青机或单、双锅杀青机进行机械炒制，通过调节孔调整温湿度。
炒青后茶葉變成黃綠相間的成色，其中的綠色是保留下來的葉綠素、黃色則是初步氧化產生的茶黃素、紅邊則是完全氧化產生的茶紅素；其中的植物蛋白也發生了程度不一的水解，因此形成烏龍茶特有的半發酵茶型態，兼具花香及果香，色澤呈黃綠、黃或深黃色(視發酵的程度而定)。
炒青根据程度不同，可以分为嫩炒青与老炒青。嫩炒青一次投叶较多，炒制程度浅，成品叶色暗黄，质地较为软、黏，减重约10-15%；老炒青一次投叶较少，炒制程度重，成品叶色暗褐，质地干硬，香气更清纯，减重约20-22%。
炒青是一道極為細緻的工藝，決定茶葉製成後品質的好壞，而其成敗完全依賴炒茶師父的敏銳度及經驗，是難以大量生產的一門高度藝術，所以高品質的青茶諸如武夷山的鐵觀音、木柵鐵觀音、台灣烏龍茶，價格都居高不下。